# 1961 na música
Músico

## Eventos
O cantor brasileiro Wilson Simonal lança seu primeiro single, contendo as músicas Biquínis e Borboletas e Terezinha, sendo esta última composta por Carlos Imperial.

## Álbuns lançados
- All the Way - Frank Sinatra
- Something for Everybody - Elvis Presley
- Carnaval começa com "C" De Capiba - Capiba
- Clap Hands Here Comes Charlie - Ella Fitzgerald
- Come Swing With Me - Frank Sinatra
- Connie At The Copa - Connie Francis
- Dance 'Till Quarter To Three - Gary U.S. Bonds
- Runaround Sue - Dion DiMucci
- Ella in Hollywood - Ella Fitzgerald
- Ella Returns to Berlin - Ella Fitzgerald
- Emotions - Brenda Lee
- Explorations - Bill Evans Trio
- Garde-Moi la Dernière Danse - Dalida
- Goin' Places  -  The Kingston Trio
- I Remember Tommy - Frank Sinatra
- Joan Baez, Vol. 2 - Joan Baez
- Loin de Moi - Dalida
- Lonely and Blue - Roy Orbison
- Ring-A-Ding-Ding - Frank Sinatra
- Roy Orbison At The Rock House - Roy Orbison
- A Scottish Soldier - Andy Stewart
- Sinatra Swings - Frank Sinatra
- Sinatra’s Swingin’ Session!!! - Frank Sinatra
- Sunday at the Village Vanguard - Bill Evans Trio
- Showcase - Patsy Cline

## Músicas populares lançadas
- "Another Time, Another Place" letras e música: Richard Adler, do musical Kwamina.
- "Baby Elephant Walk" música: Henry Mancini do filme Hatari!.
- "Big, Bad John" letras e música: Jimmy Dean.
- "Blue Bayou" letras e música: Joe Melson & Roy Orbison.
- "Breaking In A Brand New Broken Heart" letras e música: Howard Greenfield & Jack Keller.
- "Brotherhood Of Man" letras e música: Frank Loesser do musical How to Succeed in Business Without Really Trying.
- "The Company Way" letras e música: Frank Loesser do musical How to Succeed in Business Without Really Trying.
- "Crazy" letras e música: Willie Nelson.
- Cruella DeVil - letras e música: Mel Leven, do filme animado de Walt Disney, Os 101 Dálmatas.
- "Crying" letras e música: Joe Melson & Roy Orbison.
- "Funny How Time Slips Away" letras e música: Willie Nelson.
- "Hit The Road, Jack" letras e música: Percy Mayfield.
- "I Believe In You" letras e música: Frank Loesser do musical How to Succeed in Business Without Really Trying.
- "I Love How You Love Me"  letras e música: Barry Mann & Larry Kolber.
- ."Let's Get Together" letras e música: Richard música Sherman & Robert B. Sherman do filme The Parent Trap
- "Let's Twist Again" letras e música: Dave Appell & Kal Mann.
- "Little Miss Stuck-up" letras e música: Lee Pockriss & Paul Vance.
- "Love Makes the World Go 'Round" letras e música: Bob Merrill do filme Carnival!.
- "Mister Ed theme song" letras e música: Jay Livingston & Ray Evans.
- "Moon River" letras Johnny Mercer música: Henry Mancini do filme Breakfast at Tiffany's.
- "Multiplication" letras e música: Bobby Darin.  Introduzido por Bobby Darin no filme Come September.
- "My Kind Of Girl" letras e música: Leslie Bricusse.
- "The Passenger's Always Right" letras e música: Noel Coward do  musical Sail Away.
- "Pocketful Of Miracles" letras: Sammy Cahn música: Jimmy Van Heusen do filme Pocketful of Miracles.
- "Running Scared" letras e música: Joe Melson & Roy Orbison.
- "Speedy Gonzales" letras e música: David Hess, Buddy Kaye & Ethel Lee.
- "Ten Girls Ago" letras: Diane Lampert música: Sammy Fain.
- "Tower of Strength" letras: Bob Hilliard música: Burt Bacharach.
- "A Walk On The Wild Side" letras: Mack David música: Elmer Bernstein.
- "When The Girl In Your Arms Is The Girl In Your Heart" letras e música: Roy Bennett & Sid Tepper do filme The Young Ones.
- "Why Do The Wrong People Travel?" letras e música: Noel Coward do musical Sail Away.
- "The Young Ones" letras: Roy Bennett música: Sid Tepper do filme The Young Ones.

## Música Clássica
- Samuel Adler - Sinfonia No. 3
- Niels Viggo Bentson - Concerto No. 2 para violino e orquestra
- Earle Brown - Available Forms I
- Mario Davidovsky - Electronic Study No. 1
- Mario Davidovsky - Piano 1961 para orquestra
- Alun Hoddinott - Concerto para Piano, Sopros e Percussão
- György Ligeti - Atmosphères para Orquestra
- Luigi Nono - Intolleranza
- Dmitri Shostakovich - Sinfonia No. 12 em Ré menor, Op. 112 "O Ano de 1917"
- Edgard Varèse - Nocturnal

## Ópera
- Jean Françaix - La Princesse de Clèves
- Vittorio Giannini - The Harvest
- Robert Ward - The Crucible
- Grace Williams - The Parlour

## Teatro Musical
- Carnival! (Letras e Música: Bob Merrill Livro: Michael Stewart).  Broadway produção aberta no Imperial Theater em 13 de Abril e executada 719 vezes
- Do-Re-Mi, produção de Londres aberta no Prince Of Wales Theatre em 12 de outubro e executada 169 vezes
- Donnybrook! A produção da Broadway abriu no 46th Street Theatre no dia 18 de maio e foi teve 68 vezes performances.
- The Fantasticks, A produção em Londres abriu no Apollo Theatre em 7 de setembro e foi executada 44 vezes
- How to Succeed in Business Without Really Trying (Música e Letras: Frank Loesser Livro: Abe Burrows, Jack Weinstein e Willie Gilbert) - Produção da Broadway estreada no 46th Street Theater em 14 de outubro e executada 1417 vezes.
- Kwamina, Broadway aberta no 54th Street Theater em 23 de outubro e executada 32 vezes
- Milk And Honey, Produção da Broadway aberta no Martin Beck Theater em 10 de outubro e executada 543 vezes
- Salad Days (Julian Slade) - revival em Londres, no Prince's Theater
- Sail Away, Produção da Broadway aberta no Broadhurst Theatre em 3 de outubro, executada 167 vezes
- The Sentimental Bloke (Música: Albert Arlen Letras: Nancy Brown, Albert Arlen, Lloyd Thomson e C. J. Dennis Livro: Lloyd Thomson e Nancy Brown) Produção de Melbourne, estreando no Comedy Theatre em 4 de novembro.
- The Sound of Music (Música: Richard Rodgers Letras: Oscar Hammerstein II Livro: Howard Lindsay e Russel Crouse) - Produção de Londres, aberta no Palace Theater e executada 2385 vezes.
- Stop the World - I Want to Get Off (Música, Letras e Livro: Anthony Newley e Leslie Bricusse) - Produção de Londres inaugurada no Queen's Theater em 20 de julho com 485 performances.
- Wildest Dreams, Produção de Londres aberta no Vaudeville Theater em 3 de agosto executada 76 vezes

## Filmes musicais
- Babes in Toyland
- Flower Drum Song
- West Side Story
- The Young Ones

## Nascimentos
| Data            | Nome                | Profissão                                | Nacionalidade  | Observações | Ref |
| --------------- | ------------------- | ---------------------------------------- | -------------- | ----------- | --- |
| 7 de janeiro    | Mara Lima           | cantora                                  | Brasil         |             |     |
| 13 de janeiro   | Suggs               | vocalista                                | Reino Unido    |             |     |
| 14 de janeiro   | Mike Tramp          | vocalista                                | Dinamarca      |             |     |
| 27 de janeiro   | Gillian Gilbert     | tecladista                               | Reino Unido    |             |     |
| 29 de janeiro   | Eddie Jackson       | baixista                                 | Estados Unidos |             |     |
| 31 de janeiro   | Lloyd Cole          | cantor                                   | Reino Unido    |             |     |
| 8 de fevereiro  | Vince Neil          | vocalista, guitarrista                   | Estados Unidos |             |     |
| 10 de fevereiro | Robbie Neville      | cantor, compositor                       | Estados Unidos |             |     |
| 13 de fevereiro | Henry Rollins       | vocalista de punk/rock                   | Estados Unidos |             |     |
| 13 de fevereiro | cEvin Key           | músico                                   | Canadá         |             |     |
| 16 de fevereiro | Andy Taylor         | vocalista e guitarrista                  | Reino Unido    |             |     |
| 18 de fevereiro | Hironobu Kageyama   | cantor                                   | Japão          |             |     |
| 2 de março      | Simone Young        | maestra                                  | Austrália      |             |     |
| 20 de março     | Slim Jim Phantom    | baterista                                | Estados Unidos |             |     |
| 30 de março     | Bi Ribeiro          | baixista                                 | Brasil         |             |     |
| 1 de abril      | Susan Boyle         | cantora                                  | Irlanda        |             |     |
| 2 de abril      | Keren Woodward      | cantora                                  | Reino Unido    |             |     |
| 3 de abril      | Eddie Murphy        | ator                                     | Estados Unidos |             |     |
| 6 de abril      | Gene Eugene         | ator, cantor                             | Canadá         | m.2000      |     |
| 8 de abril      | Leoni               | cantor, compositor                       | Brasil         |             |     |
| 1 de maio       | Timna Brauer        | cantora e compositora                    | Áustria        |             |     |
| 4 de maio       | Herbert Vianna      | músico                                   | Brasil         |             |     |
| 17 de maio      | Enya                | cantora                                  | Irlanda        |             |     |
| 27 de maio      | Renato Rocha        | baixista                                 | Brasil         |             |     |
| 29 de maio      | Melissa Etheridge   | cantora, compositora                     | Estados Unidos |             |     |
| 4 de junho      | Eldra DeBarge       | vocalista, tecladista                    | Estados Unidos |             |     |
| 6 de junho      | Tom Araya           | baixista, vocalista                      | Chile          |             |     |
| 14 de junho     | Boy George          | vocalista                                | Reino Unido    |             |     |
| 18 de junho     | Alison Moyet        | cantora , compositora                    | Reino Unido    |             |     |
| 22 de junho     | Jimmy Somerville    | cantor                                   | Reino Unido    |             |     |
| 23 de junho     | Rosana Lanzelotte   | cravista                                 | Brasil         |             |     |
| 24 de junho     | Curt Smith          | vocalista, baixista, tecladista          | Reino Unido    |             |     |
| 26 de junho     | Terri Nunn          | vocalista                                | Estados Unidos |             |     |
| 27 de junho     | Margo Timmins       | vocalista                                | Canadá         |             |     |
| 29 de junho     | Greg Hetson         | guitarrista                              | Estados Unidos |             |     |
| 2 de julho      | Paul Geary          | baterista                                | Estados Unidos |             |     |
| 22 de julho     | Keith Sweat         | cantor                                   | Estados Unidos |             |     |
| 24 de julho     | Gary Cherone        | cantor                                   | Estados Unidos |             |     |
| 2 de agosto     | Pete de Freitas     | baterista                                | ???            | m.1989      |     |
| 8 de agosto     | Rikki Rocket        | baterista                                | Estados Unidos |             |     |
| 8 de agosto     | The Edge            | guitarrista                              | Reino Unido    |             |     |
| 10 de agosto    | Jon Farriss         | baterista                                | Austrália      |             |     |
| 15 de agosto    | Leandro             | cantor sertanejo                         | Brasil         | m.1998      |     |
| 22 de agosto    | Andrés Calamaro     | pianista, compositor                     | Argentina      |             |     |
| 22 de agosto    | Roland Orzabal      | vocalista, guitarrista                   | Reino Unido    |             |     |
| 6 de setembro   | Paul Waaktaar-Savoy | guitarrista                              | Noruega        |             |     |
| 7 de setembro   | Leroi Moore         | saxofonista                              | Estados Unidos | m.2008      |     |
| 8 de setembro   | Fernanda Abreu      | cantora                                  | Brasil         |             |     |
| 12 de setembro  | Mylène Farmer       | cantora                                  | França         |             |     |
| 13 de setembro  | Dave Mustaine       | vocalista, guitarrista                   | Estados Unidos |             |     |
| 9 de outubro    | Kurt Neumann        | vocalista, guitarrista                   | Estados Unidos |             |     |
| 10 de outubro   | Martin Kemp         | baixista, ator                           | Reino Unido    |             |     |
| 11 de outubro   | Amr Diab            | cantor e escritor                        | Egito          |             |     |
| 18 de outubro   | Wynton Marsalis     | trompetista                              | Estados Unidos |             |     |
| 25 de outubro   | Chad Smith          | baterista                                | Estados Unidos |             |     |
| 26 de outubro   | Abel Rocha          | regente                                  | Brasil         |             |     |
| 29 de outubro   | Randy Jackson       | cantor                                   | Estados Unidos |             |     |
| 31 de outubro   | Larry Mullen        | baterista                                | Irlanda        |             |     |
| 2 de novembro   | k.d. lang           | guitarrista, vocalista, compositor       | Canadá         |             |     |
| 4 de novembro   | Daron Hagen         | compositor de músicas clássicas e operas | Estados Unidos |             |     |
| 5 de novembro   | David Bryson        | guitarrista, vocalista                   | Estados Unidos |             |     |
| 8 de novembro   | Leif Garrett        | cantor, ator                             | Estados Unidos |             |     |
| 25 de novembro  | Nuccia Focile       | soprana                                  | Itália         |             |     |
| 3 de dezembro   | Marcelo Fromer      | guitarrista                              | Brasil         | m.2001      |     |
| 17 de dezembro  | Sara Dallin         | vocalista, baixista                      | Reino Unido    |             |     |

## Mortes
| Data            | Nome              | Profissão                            | Nacionalidade | Observações | Ref |
| --------------- | ----------------- | ------------------------------------ | ------------- | ----------- | --- |
| 20 de fevereiro | Percy Grainger    | pianista e compositor                | Austrália     | n. 1882     |     |
| 3 de março      | Paul Wittgenstein | pianista                             | Áustria       | n. 1887     |     |
| ??              | Zaccaria Autuori  | pintor, músico e professor de música | Itália        | n. 1899     |     |

## Premiações

### GrammyAwards
- Grammy Awards 1961

### Festival Eurovisão da Canção
- Festival Eurovisão da Canção (1961)